# Ліпениця (Ґолюбсько-Добжинський повіт)
Ліпениця (пол. Lipienica) — село в Польщі, у гміні Ковалево-Поморське Ґолюбсько-Добжинського повіту Куявсько-Поморського воєводства. Населення — 142 особи (2011).
У 1975-1998 роках село належало до Торунського воєводства.

## Демографія
Демографічна структура станом на 31 березня 2011 року:
|          | Загалом | Допрацездатний вік | Працездатний вік | Постпрацездатний вік |
| -------- | ------- | ------------------ | ---------------- | -------------------- |
| Чоловіки | 72      | 17                 | 50               | 5                    |
| Жінки    | 70      | 20                 | 36               | 14                   |
| Разом    | 142     | 37                 | 86               | 19                   |